# Bodega Bay (Kalifornija)
Bodega Bay je naseljeno područje za statističke svrhe u američkoj saveznoj državi Kalifornija. Prema popisu stanovništva iz 2010. u njemu je živjelo 1,077 stanovnika.